# Myrmeleon (Myrmeleon) labuanus
Myrmeleon (Myrmeleon) labuanus is een insect uit de familie van de mierenleeuwen (Myrmeleontidae), die tot de orde netvleugeligen (Neuroptera) behoort. 
Myrmeleon (Myrmeleon) labuanus is voor het eerst wetenschappelijk beschreven door Navás in 1913.